# Nagelhout
Nagelhout (del Bajo alemán: neagelhoalt/holt/Hoolt) es un tipo de carne deshidratada de vaca muy similar a la carne ahumada.
Este es un típico producto local, producido todavía por algunos carniceros en el este de los Países Bajos, sobre todo en las provincias de Achterhoek, Twente, Salland y partes de Drente.
La carne, preferiblemente una nalga de vaca de dos a cuatro años de edad, es colgada y frotada con sal, luego de realizar varios cortes a la que se le mezcla con clavos de olor o nuez moscada. Posteriormente, la carne vacuna es puesta a secar al aire durante varios meses.
Anteriormente, en las familias pudientes de agricultores, el nagelhout era colgado entre distintas carnes que se dejaba secar junto a la chimenea. Esto fue suspendido tan pronto se hizo un negocio del producto.
Con delgados trozos de nagelhout, este se sirve compañado con una rebanada de bizcocho o pan de trigo. Este tipo de carne deshidratada es el ingrediente principal del carpaccio.
No debe confundirse el nagelhout con el “Nagelholz” alemán que se realiza con frecuencia cerca de la frontera alemana-holandesa. Esta último se ahúma (a 35-45 °C) y se sirve envuelto con tocino.